# Tajuña

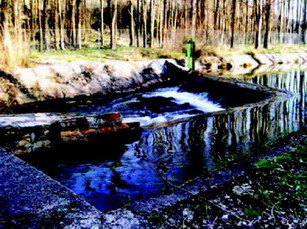
Río Tajuña

Tajuña är ett biföde till Jarama, som i sin tur är ett biflöde till Tajo i Spanien. Tajuña är 225 km lång och har sin källa i Fuente del carro vid byn Clares i kommunen Maranchón i provinsen Guadalajara. Den rinner ut i Jarama vid Titulcia och har under sitt lopp genom provinserna Guadalajara och Madrid givit namn åt ett flertal samhällen.